# Газовый детектор
Га́зовый дете́ктор — чувствительный элемент или измерительный преобразователь для определения качественного и/или количественного состава газовой смеси. Основной компонент газоанализаторов и газосигнализаторов.

## Описание
Газовые сенсоры входят в состав датчиков или систем измерения и контроля, в которых, помимо них, имеются системы преобразования сигнала и индикации. Основной функцией газового сенсора является преобразование концентрации анализируемого вещества в электрический или какой-либо другой сигнал, позволяющий регистрацию и визуализацию этого сигнала. Наиболее распространёнными являются полупроводниковые, электрохимические и оптические (инфракрасные) сенсоры. В сенсорах первых двух типов за счёт адсорбции компонента смеси происходит изменение электрических свойств сенсора; в третьем случае фиксируется изменение оптической плотности анализируемой смеси газов при определённой длине волны. Наиболее важными характеристиками газовых сенсоров являются селективность по отдельному компоненту, концентрационные пределы определения компонента и время отклика (реакции сенсора на изменение концентрации компонента)..
Используемые в промышленности датчики загазованности подразделяются на следующие категории:

## Термохимические датчики

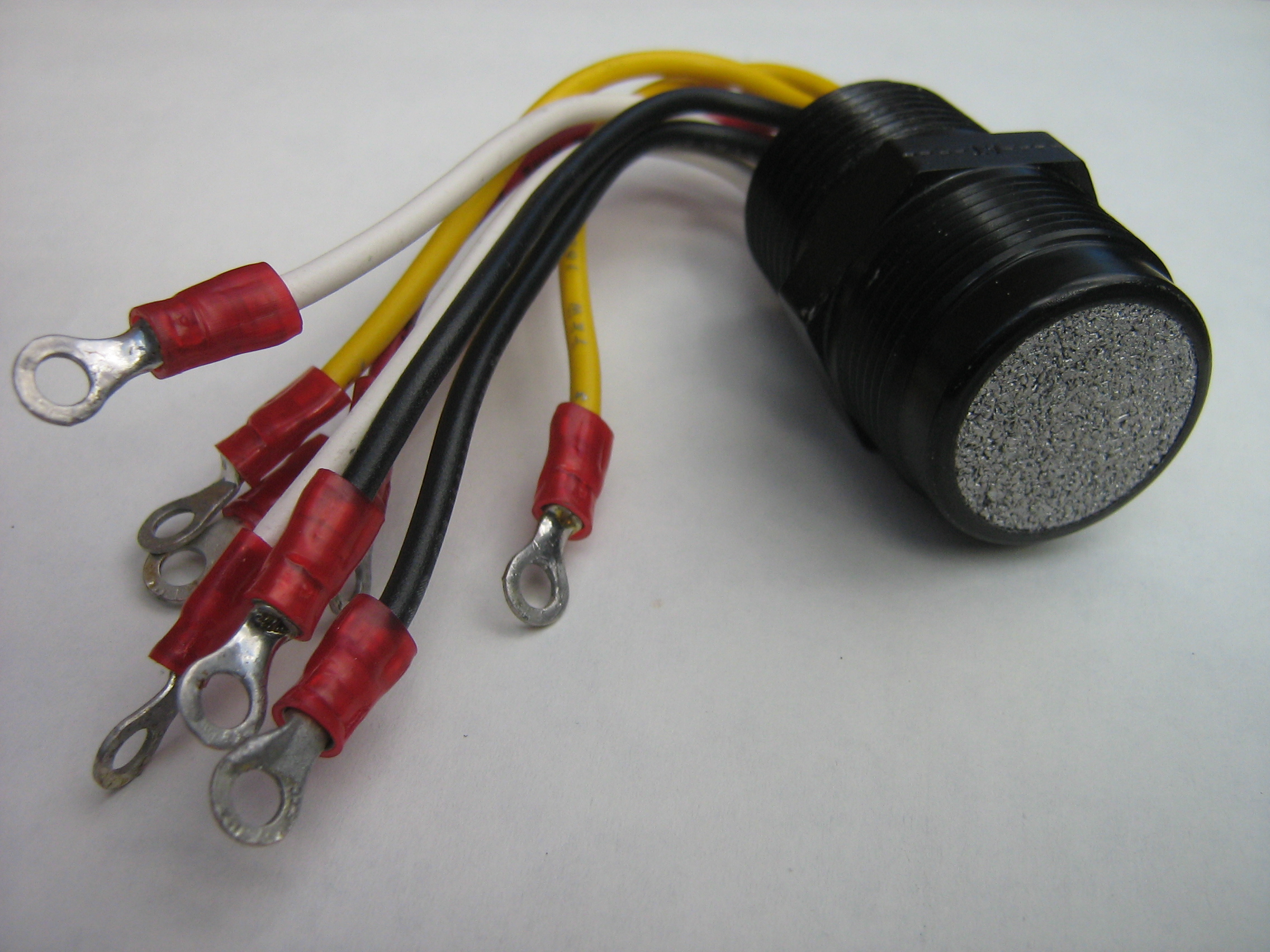
Каталитический датчик MSA 94150

- Термохимические датчики, основанные на измерении теплового эффекта реакции каталитического окисления газа, применяют для определения концентраций горючих газов. Они состоят из миниатюрного чувствительного элемента, иногда называемого также «шариком», «пеллистором» (Pellistor) или «сигистором» (Siegistor). Последние два являются зарегистрированными торговыми марками серийных устройств. Они изготовлены из электроподогреваемой катушки с платиновой проволокой, на которую сначала нанесена керамическая подложка, например, оксид алюминия, а затем кроющая наружная оболочка из палладиевого или родиевого катализатора, распылённого на подложку из окиси тория.

Действие этого типа датчика основано на том, что при прохождении газо-воздушной смеси на поверхности катализатора возникает горение и выделяющееся тепло повышает температуру шарика. Вызванное этим увеличение сопротивления платиновой катушки регистрируется мостовой схемой, второе плечо которой не имеет оболочки — катализатора. При малых концентрациях изменение сопротивления находится в прямой зависимости от концентрации газа в окружающей среде. Типичное напряжение на датчике- несколько вольт, ток 0,1-0,3 ампера.
Значение Т90 для каталитических датчиков обычно составляет 20 — 30 секунд.

## Инфракрасные датчики
- Инфракрасные датчики работают по принципу поглощения ИК излучения и предназначены для измерения концентраций многоатомных газов.

Газы, состоящие из симметричных двухатомных молекул диатермичны (прозрачны для ИК излучения), поэтому поглощения излучения в них нет. Инфракрасные датчики позволяют определять тип газа по длине волны поглощения (например, опасных концентраций метана в воздухе).

## Электрохимические датчики
- Электрохимические датчики позволяют определять концентрацию газа в смеси по значению электрической проводимости раствора, поглотившего этот газ. Чувствительным элементом датчика является электрохимический сенсор, состоящий из трёх электродов, помещённых в сосуд с электролитом. Чувствительность к различным компонентам определяется материалом электродов и применяемым электролитом. Например, сенсор кислорода представляет собой гальванический элемент с двумя электродами и является источником тока, величина которого пропорциональна концентрации кислорода.

## Полупроводниковые датчики
- Полупроводниковые датчики состоят из нагревательной плёнки, нанесённой на кремниевую подложку, предназначены для измерения концентрации сероводорода.

## Фотоионизационные датчики
- Фотоионизационные датчики предназначены для измерения концентрации летучих органических соединений в воздушной среде, при условии её загазованности только одним определяемым компонентом.

При прохождении газа через сенсор молекулы органических и неорганических веществ ионизируются под действием ультрафиолетового излучения. Свободные электроны и ионы создают ток в межэлектродном пространстве. Ток ионизации, величина которого пропорциональна концентрации анализируемого газа, измеряется и сравнивается с пороговой установкой.